# Rajula
Rajula ist eine Stadt im indischen Bundesstaat Gujarat.
Die Stadt ist Teil des Distrikts Amreli. Rajula hat den Status eines Municipal Council. Die Stadt ist in 9 Wards gegliedert. Sie hatte am Stichtag der Volkszählung 2011 insgesamt 38.489 Einwohner, von denen 19.687 Männer und 18.802 Frauen waren. Hindus bilden mit einem Anteil von ca. 76 % die größte Gruppe der Bevölkerung in der Stadt gefolgt von Muslimen mit ca. 24 %. Die Alphabetisierungsrate lag 2011 bei 78,98 %.